# Dandiganahalli, Devanahalli
Dandiganahalli là một làng thuộc tehsil Devanahalli, huyện Bangalore Rural, bang Karnataka, Ấn Độ.